# Cecil B. DeMille-életműdíj
A Cecil B. DeMille-életműdíjat (Cecil B. DeMille Award) 1952 óta osztják ki a Hollywood Foreign Press Association jóvoltából, a Golden Globe-díj átadásán Hollywoodban. A díj Cecil B. DeMille-ről (1881–1959) kapta a nevét, aki kora egyik legjobb filmrendezője volt.

## Életműdíjasok
- 1952: Cecil B. DeMille
- 1953: Walt Disney
- 1954: Darryl F. Zanuck
- 1955: Jean Hersholt
- 1956: Jack L. Warner
- 1957: Mervyn LeRoy
- 1958: Buddy Adler
- 1959: Maurice Chevalier
- 1960: Bing Crosby
- 1961: Fred Astaire
- 1962: Judy Garland
- 1963: Bob Hope
- 1964: Joseph E. Levine
- 1965: James Stewart
- 1966: John Wayne
- 1967: Charlton Heston
- 1968: Kirk Douglas
- 1969: Gregory Peck
- 1970: Joan Crawford
- 1971: Frank Sinatra
- 1972: Alfred Hitchcock
- 1973: Samuel Goldwyn
- 1974: Bette Davis
- 1975: Hal B. Wallis
- 1976: nem osztották ki
- 1977: Walter Mirisch
- 1978: Red Skelton
- 1979: Lucille Ball
- 1980: Henry Fonda
- 1981: Gene Kelly
- 1982: Sidney Poitier
- 1983: Laurence Olivier
- 1984: Paul Newman
- 1985: Elizabeth Taylor
- 1986: Barbara Stanwyck
- 1987: Anthony Quinn
- 1988: Clint Eastwood
- 1989: Doris Day
- 1990: Audrey Hepburn
- 1991: Jack Lemmon
- 1992: Robert Mitchum
- 1993: Lauren Bacall
- 1994: Robert Redford
- 1995: Sophia Loren
- 1996: Sean Connery
- 1997: Dustin Hoffman
- 1998: Shirley MacLaine
- 1999: Jack Nicholson
- 2000: Barbra Streisand
- 2001: Al Pacino
- 2002: Harrison Ford
- 2003: Gene Hackman
- 2004: Michael Douglas
- 2005: Robin Williams
- 2006: Anthony Hopkins
- 2007: Warren Beatty
- 2008: nem osztották ki
- 2009: Steven Spielberg
- 2010: Martin Scorsese
- 2011: Robert De Niro
- 2012: Morgan Freeman
- 2013: Jodie Foster
- 2014: Woody Allen
- 2015: George Clooney
- 2016: Denzel Washington
- 2017: Meryl Streep
- 2018: Oprah Winfrey
- 2019: Jeff Bridges
- 2020: Tom Hanks
- 2021: Jane Fonda
- 2022: nem osztották ki
- 2023: Eddie Murphy
- 2024: nem osztották ki
- 2025: Viola Davis